# 小林寛司
小林 寛司（こばやし かんじ、1973年1月26日- ）は、料理人。「villa aida（ヴィラ アイーダ）」のシェフ。
和歌山県岩出市出身。大阪あべの辻調理師専門学校卒業。

## 来歴・人物
実家は兼業農家の家に生まれ、中学生頃から母の影響を受けてお菓子作りにハマり始めた。将来は銀行員になるかなあと漠然と考えている中で、アルバイトは無意識に飲食業ばかりを選んでいた。どんどん料理が上達することが嬉しく、自然と料理に道に進みたいと思うようになり、大阪あべの辻調理師専門学校に進学。
卒業後は大阪の「アルバ」にて２年間務めるも、“このままずっと長くいても成長はできない”と考え、シェフのアドバイスもありイタリアに渡ることに。
「ラ・テンダロッサ」や、南イタリアで初めてミシュラン３つ星をとった「ドン・アルフォンソ1890」など約４年間かけて、計８店舗のお店で修行を積んできた。
色んな店を転々とする中で、どのシェフも自身のその地域の食材が一番美味しくて、誇りに思っている。その地域にあるものを生かして工夫して料理を作る、地産地消なんて言うまでもない、それが当たり前だということを学び、その考え方が今の小林さんを形作っている１つ。
帰国後、実家の畑の一角に店を構え、1998年12月にアイーダをオープン。しかし、オープンから3年たった頃は客足が伸び悩み、１週間で予約１組なんてこともあった。
そこから食材のこだわりや、ここでしか食べられないものの価値を高めてわざわざ行きたくなるような工夫や仕かけを意識して作っていき、色んな農家さんのところに通い続け、手に入らないものは店の裏の畑で育て始めた。
今や店の周りの畑で年間１５０種以上の野菜やハーブを自ら栽培している。名詞の肩書きは「シェフ＆ファーマー」。
「villa aida」でしか食べられない、イタリアンの枠では語り切ることのできない自由な表現で和歌山の素材を存分に生かす料理や姿が評価され、小林さんは「野菜の魔術師」と言われる。
和歌山県の食材のアピールにつながるようなメディアへの対応や、多数の料理イベントへの参画、東日本大震災復興支援として岩手県の山田町や宮城県石巻市などのイベントにも積極的に参加している。
ミシュランに並ぶグルメガイド「ゴ・エ・ミヨ」にも掲載されている。
2007年には有巳さんと結婚し、マダム＆ソムリエとして活躍。

## 経歴
1992年　大阪あべの辻調理師専門学校卒業。大阪の「アルバ」に2年務める。
1994年　渡伊。ヴェネト州、ロンバルディア州のさまざまなレストランで1年３ヶ月間務める。
1995年 「ラ・テンダロッサ」（トスカーナ州フィレンツェ郊外）で1年間務める。
1996年 「デルフィーナ」で３ヶ月間務める。
　　　　「ドン・アルフォンソ1890」（カンパーニャ州ソレントにある当時３つ星レストラン）にて1年１ヶ月間、パスタ部門のシェフを務める。
1998年　帰国。12月に「アイーダ」を。オープン
2007年　有巳さんと結婚。
　　　　　宿泊スペースを併設し、「villa aida」としてスタート。
2013年　農林水産省料理人顕彰制度「料理マスターズ」ブロンズ賞受賞
2018年　農林水産省料理人顕彰制度「料理マスターズ」シルバー受賞
2019年　「 Top 100 Best Vegetables Restaurants 2019 」17位
　　　　　REBORN ART FESTIVAL 2019　Reborn-Art DINING ゲストシェフ
2020年　第11回 辻静雄食文化賞　専門技術者賞　受賞
2021年　Asia's 50 Best Restaurants 202164位

## 受賞歴
・平成25年度 農林水産省料理人顕彰制度　料理マスターズ　ブロンズ賞
・平成30年度 農林水産省料理人顕彰制度　料理マスターズ　シルバー賞
・「 Top 100 Best Vegetables Restaurants 2019 」17位
・第11回 辻静雄食文化賞　専門技術者賞
・Asia's 50 Best Restaurants 2021　64位

## 著作物
単著
・villa aida 自然から発想する料理
共著
・自由な発想で素材をいかす　オードブル・バイブル

## メディア出演
・情熱大陸　2020年07月12日(日)放送